# كوبرا (فلم 1925)
كوبرا (بالإنجليزية: Cobra) فيلم دراما أمريكي صامت، عرض عام 1925 من بطولة رودلف فالنتينو، نيتا نالدي وقصة الفيلم مقتبسة عن مسرحية تحمل ذات الأسم كتبها مارتن بروان.

## روابط خارجية
- كوبرا على موقع IMDb (الإنجليزية)
- كوبرا على موقع فيلمافينيتي (الإسبانية)
- كوبرا على موقع قاعدة بيانات الفيلم (الإنجليزية)
- كوبرا على موقع ليتربوكسد (الإنجليزية)
- كوبرا على موقع كينوبويسك (الروسية)